# Bauhinia siqueiraei
Bauhinia siqueiraei är en ärtväxtart som beskrevs av Adolpho Ducke. Bauhinia siqueiraei ingår i släktet Bauhinia och familjen ärtväxter. Inga underarter finns listade i Catalogue of Life.